# Vest-Telemark tingrett
Vest-Telemark tingrett is een tingrett (kantongerecht) in de Noorse fylke Telemark. Het gerecht is gevestigd in Kviteseid.
Het gerechtsgebied omvat de gemeenten Vinje, Tokke, Fyresdal, Nissedal, Seljord en Kviteseid. Vest-Telemark maakt deel uit van het ressort van Agder lagmannsrett. In zaken waarbij beroep is ingesteld tegen een uitspraak van Vest-Telemark zal de zitting van het lagmannsrett meestal worden gehouden in Skien.